# کاسموس ایر کارگو
کاسموس ایر کارگو (به انگلیسی: Cosmos Air Cargo) یک شرکت هواپیمایی است . دفتر مرکزی کاسموس ایر کارگو در بوگوتا، کلمبیا واقع شده‌است و قطب این شرکت هواپیمایی در فرودگاه بین‌المللی ال دورادو قرار دارد .